# Лагу-ду-Жунку

Лагу-ду-Жунку на карте штата.

Лагу-ду-Жунку (порт. Lago do Junco) — муниципалитет в Бразилии, входит в штат Мараньян. Составная часть мезорегиона Центр штата Мараньян. Входит в экономико-статистический микрорегион Медиу-Меарин. Население составляет 10 729 человек на 2010 год. Занимает площадь 328,525 км². Плотность населения — 32,66 чел./км².

## Демография
Согласно сведениям, собранным в ходе переписи 2010 г. Национальным институтом географии и статистики (IBGE), население муниципалитета составляет:
| Полное население                               | Полное население                               | Полное население                               | Полное население                               | 10 729 |
| ---------------------------------------------- | ---------------------------------------------- | ---------------------------------------------- | ---------------------------------------------- | ------ |
| в том числе:                                   | Городское население                            | 3913                                           | Процент городского населения, %                | 36,47  |
|                                                | Сельское население                             | 6816                                           | Процент сельского населения, %                 | 63,53  |
|                                                | Мужское население                              | 5415                                           | Процент мужского населения, %                  | 50,47  |
|                                                | Женское население                              | 5314                                           | Процент женского населения, %                  | 49,53  |
| Плотность населения, чел/км²                   | Плотность населения, чел/км²                   | Плотность населения, чел/км²                   | Плотность населения, чел/км²                   | 32,66  |
| Население муниципалитета в % к населению штата | Население муниципалитета в % к населению штата | Население муниципалитета в % к населению штата | Население муниципалитета в % к населению штата | 0,16   |

По данным оценки 2016 года, население муниципалитета составляет 10 602 жителя.

## История
Город основан 26 октября 1961 года. 

## Статистика
- Валовой внутренний продукт на 2003 год составляет 18 050 405,00 реалов (данные: Бразильский институт географии и статистики).
- Валовой внутренний продукт на душу населения на 2003 год составляет 1858,38 реалов (данные: Бразильский институт географии и статистики).
- Индекс развития человеческого потенциала на 2000 год составляет 0,566 (данные: Программа развития ООН).